# Kasteel Levat
Het Kasteel Levat (Frans: Château Levat) is een burgerpaleis in de Franse gemeente Montpellier (Rue Alfred Cortot 130).
Het werd gebouwd in 1763-1764 in opdracht van de koopman Jean David Levat. Het gebouw is in privébezit.
Het Kasteel Levat werd in 1944 beschermd als historisch monument.